# Clara Gascó
Clara Gascó Arranz (Onda, 27 de mayo de 2000) es una jugadora de balonmano que juega de extremo en el Club Balonmano Elche y la Selección española de balonmano.

## Trayectoria
Criada en la cantera del Balonmano Onda, llegó a Elche en la temporada 2018/19. Desde entonces es fundamental en el equipo de Joaquín Rocamora, con el que ha conseguido una Copa de la Reina, una Supercopa de España y el primer título europeo del conjunto ilicitano, la EHF European Cup de la temporada 2023/24.
Debutó en la temporada 2018/19 en la máxima competición española y el 14 de noviembre del 2020, en la 2020/21, en Europa.

### Clubes
Datos, a septiembre de 2024.
|          | Liga | Copa | EHF | Total |
| -------- | ---- | ---- | --- | ----- |
| Partidos | 141  | 20   | 27  |       |
| Goles    | 296  | 41   | 65  |       |

### Selección española
Debutó con las Guerreras de Jose Ignacio Prades el 2 de marzo de 2022, en la fase clasificatoria de la Eurocopa de 2022 y fue miembro del combinado nacional que se alzó con la medalla de oro en los Juegos Mediterráneos de Oran 2022.En 2024 se alzó con el título mundial del Campeonato del Mundo Universitario.

## Títulos y reconocimientos
- 1 x  Medalla de Oro en los Juegos Mediterráneos del 2022
- 1 x  Campeonato del Mundo Universitario 2024
- 1 x Copa de la Reina (2020/21)
- 1 x Supercopa de España (2021/22)
- 1 x EHF European Cup (2023/24)

## Vida
Clara siempre fue una gran estudiante (fue premio extraordinario de la ESO) y es estudiante de Ingeniería Mecánica en la Miguel Hernández. En 2023 fue galardonada con el premio CSD-Carrera Dual por el CSD.